# برادفورد (تگزاس)
برادفورد (به انگلیسی: Bradford) یک منطقهٔ مسکونی در ایالات متحده آمریکا است که در شهرستان اندرسون، تگزاس واقع شده‌است. برادفورد ۱۲۸٫۹۳ متر بالاتر از سطح دریا واقع شده‌است.